# Bicyclus milyas
Bicyclus milyas is een vlinder van de familie van de Nymphalidae, van de onderfamilie van de Satyrinae. De soort is voor het eerst wetenschappelijk beschreven als Mycalesis milyas door William Chapman Hewitson in een publicatie uit 1864.

## Verspreiding
De soort komt voor in de droge savannes van tropisch Afrika waaronder Senegal, Gambia, Guinea-Bissau, Guinee, Mali, Burkina Faso, Sierra Leone, Ivoorkust, Ghana, Togo, Benin, Nigeria, Equatoriaal Guinee, Congo-Kinshasa, Soedan, Ethiopië, Oeganda en Kenia.

## Waardplanten
De rups leeft op soorten van de grassenfamilie (Poaceae) waaronder Imperata cylindrica en Pennisetum purpureum.